# Concílio de Sárdica
O Concílio de Sárdica foi um de uma série de concílios regionais (ou sínodos) reunidos para ajustar a doutrina e resolver as dificuldades da controvérsia ariana, realizado provavelmente em 343. Os imperadores romanos Constante I e Constâncio II chamaram este concílio. Outro concílio foi realizado em 347.

## História

### O concílio
Ósio de Córdoba e outros bispos do Império Romano do Ocidente desejavam a paz e um julgamento final no caso de Atanásio de Alexandria e outros bispos que estavam sendo alternadamente condenados e reabilitados por diversos concílios no ocidente e no oriente. Eles também desejavam resolver definitivamente a confusão surgida das muitas fórmulas doutrinárias (credos) em circulação e sugeriram que todos estes assuntos deveriam ser tratados num concílio geral. Para que ele tivesse representação ampla, Sárdica, na Dácia Mediterrânea (hoje Sófia, capital da Bulgária), foi escolhida para se o local do encontro. Atanásio, expulso de Alexandria pelo prefeito romano Filádrio em 339, foi convocado pelo imperador Constante de Roma. Lá ele encontrou Ósio, designado pelo imperador e pelo papa para presidir o concílio e o acompanhou até Sárdica. O Papa Júlio I foi representado pelos padres Arquídamo e Filóxeno e pelo diácono Leão. Noventa e seis bispos ocidentais foram até Sárdica, já os orientais vieram em número menor.

### Cisma
Estando em minoria, os bispos orientais - liderados por Estêvão de Antioquia e pelo discípulo de Eusébio de Nicomédia, Acácio de Cesareia. - decidiram agir em bloco e, temendo deserções, eles todos se alojaram no mesmo local. Alegando não quererem reconhecer Atanásio, Marcelo de Ancira e Asclepas de Gaza - todos excomungados pelos sínodos orientais - eles se recusaram a sentar no concílio com os bispos ocidentais. Ósio tentou um acordo convidando-os a apresentaram-lhe privadamente as reclamações contra Atanásio e prometendo que, caso Atanásio fosse inocentado, levá-lo para a Hispânia com ele. A tentativa falhou. Os bispos orientais - embora o concílio tenha sido reunido expressamente com o objetivo de reabrir o caso dos que foram excomungados - defenderam sua conduta alegando que um concílio não poderia revisar as decisões de outros. Temendo que o concílio fosse dominado pelos bispos ocidentais, muitos dos bispos do oriente deixaram o concílio para realizar outro na cidade de Filipópolis, onde compuseram uma encíclica e um novo credo. Este cisma de fato perpetuou a questão ariana ao invés de resolvê-la, intenção original do concílio

### Desfecho
Os bispos ocidentais, abandonados, examinaram os casos de Atanásio, Marcelo e Asclepas. Nenhuma nova investigação das acusações contra Atanásio foi considerada necessária, pois elas já tinham sido rejeitadas, e ele e os outros dois bispos, a quem foram permitidas a apresentação de documentos de defesa, foram declarados inocentes. Adicionalmente, uma censura foi aprovada sobre os bispos orientais por terem abandonado o concílio, sendo que diversos deles foram depostos e excomungados.
O concílio falhou totalmente no seu objetivo principal. A pacificação da Igreja não foi assegurada e, como resultado, o concílio de Sárdica falhou em representar a Igreja de maneira universal e não é considerado um dos Concílios Ecumênicos.

## Cânones
Antes da separação, os bispos aprovaram diversos importantes cânones, especialmente sobre transferências e julgamentos de bispos, e também apelações. Estes cânones, juntamente com outros documentos do concílio, foram enviados para o Papa Júlio I com uma carta assinada pela maioria dos bispos presentes.
Sárdica produziu 21 Cânones. Além da questão ariana, outros pontos principais foram :
1. Bispos não deveriam tentar recrutar em dioceses diferentes da sua;
2. Bispos deveriam morar permanentemente na sua diocese;
3. Bispos deveriam passar a maior parte do seu tempo na sua diocese (e não na corte, em Roma);
4. Bispos não devem ser transferidos para outras dioceses;